# コンピュートクラシー
コンピュートクラシー（英: computocracy）とは、工業社会における民主主義時代の自由・平等・博愛という考え方に代わる、情報社会における創造・調和・貢献という新しい価値観のこと。増田米二によれば、自由はいろいろな束縛から解放されるということが主たる問題意識であって、その自由を通じて積極的に何かするというよりも、どちらかといえば受身の消極的なものである。コンピュートクラシーの時代においては、人間とコンピュータが対話し、将来の行動をどうしたらいいかということに関する有用で価値のある情報をコンピュータが提供し、それを人間が判断に使いながら、自分の新しい未来を描き出し、実現していく。また、平等は人間の本質的な同等性という考えを基礎とするが、社会全体が非常に大きな複合システムとして形成されるようになると、こうしたシステムの中で各人がそれぞれの機能をいかに果たしていくかが社会活動の必須条件になってくる。そこで多様な能力や専門分野を持つ者が集まって協同することで調和が生まれる。博愛は持てる者が持たざる者に分配をするという考え方が基調になっている。このような物が欠乏している時代あるいは富が偏在している時代における倫理観よりも、もっと積極的な倫理観の確立が求められる。そこでは、各人の持つ能力や分担している社会的機能を通していかに社会に貢献するかということが新しい価値の中心となる。